# Paul Trommsdorff
Paul Trommsdorff (né le 19 mai 1870 à Erfurt et mort le 22 février 1940 à Hanovre) est un bibliothécaire allemand.

## Biographie
Trommsdorff obtient son doctorat à Leipzig en 1896. Depuis ses études, il est membre de l' Association philologique classique de Leipzig au sein de l'Association du cartel de Naumbourg (de). Après avoir terminé ses études, il travaille comme bénévole et, à partir de 1901, comme bibliothécaire adjoint à la bibliothèque universitaire de Berlin (de), où il participe également à la production du catalogue général des bibliothèques prussiennes. En 1903, il rejoint la Bibliothèque royale de Berlin en tant que bibliothécaire et en 1908 à la bibliothèque du TH Dantzig. De 1914 à 1918, il est soldat pendant la Première Guerre mondiale. Après la guerre, il est nommé bibliothécaire principal en 1919 et, en 1922, il rejoignit la bibliothèque d'informations techniques (de) en tant que directeur. Ici, il est membre du conseil consultatif pour les affaires de bibliothèque et occupe un poste d'enseignant en bibliothéconomie. En 1931, il devient professeur honoraire et prend sa retraite en 1935,.

## Publications (sélection)
- Quaestiones duae ad historiam legionum Romanarum spectantes. Hoffmann, Leipzig, 1896
- Die Birmingham Free Libraries. Harrassowitz, Leipzig 1900 (Zentralblatt für Bibliothekswesen. Beiheft; 24).
- Verzeichnis der bis Ende 1912 an den Technischen Hochschulen des Deutschen Reiches erschienenen Schriften. Kommissionsverlag von Julius Springer, Berlin, 1914.
- Die Bibliotheken der deutschen technischen Hochschulen. VDI-Verlag, Berlin, 1928.
- Welfenschloss und Technische Hochschule: Zur 50. Wiederkehr des Tages, an dem die Hochschule das Schloß bezog. In: Kulturring: Mitteilungen der Kulturvereine in Hannover, Vol. 6 (1929), Heft 10, p. 241–245.
- Die technischen Wissenschaften und das Antiquariat, Leipzig, 1929.
- Die Handbibliothek des Lesesaals der Bibliothek der Technischen Hochschule zu Hannover. In: Kulturring: Mitteilungen d. Kulturvereine in Hannover, Vol. 7 (1930), Heft 4, p. 77–79.
- Die Bibliotheken der Technischen Hochschulen, ihr Wesen, ihre Entstehung und ihr Sammelgebiet: Antrittsvorlesung an der Technischen Hochschule Hannover am Mittwoch, dem 4. November 1931, [Hanovre] [1931].
- Ein Überblick über die Entwicklung der Bibliothek. In: 100 Jahre Technische Hochschule Hannover. Festschrift zur Hundertjahrfeier am 15. Juni 1931, p. 343–353.
- Der Lehrkörper der Technischen Hochschule Hannover, 1831–1931. Bibliothek der Techn. Hochschule, Hanovre 1931.